# クリーンベンチ

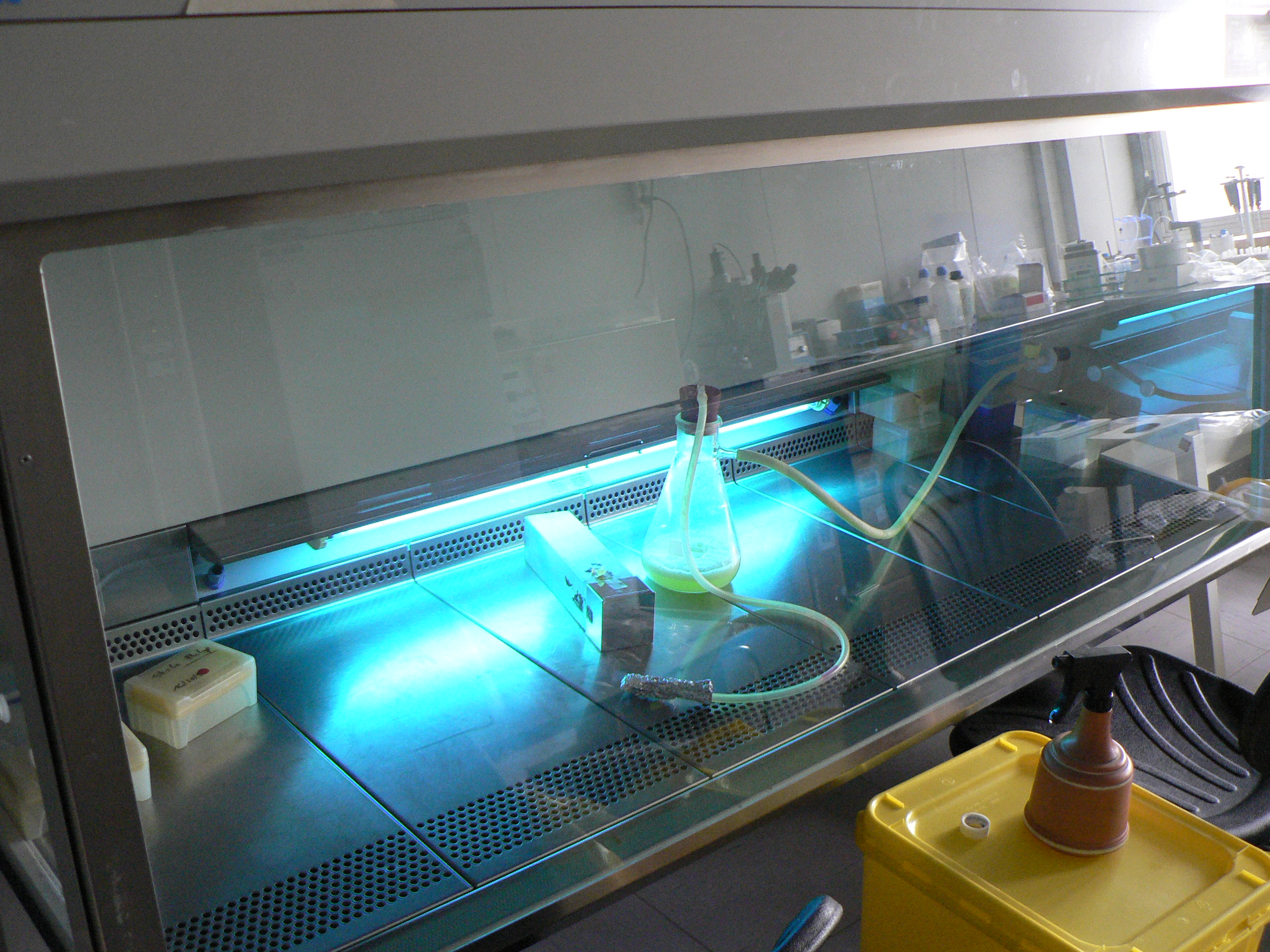
研究室に設置されたクリーンベンチ。青い光は殺菌灯の紫外線を含む光。

クリーンベンチ（和製英語：Clean bench、英語：Laminar flow cabinet）とは、生物学、生化学的な研究に用いられる、埃や環境微生物の混入（コンタミネーション）を避けながら作業を行う（無菌操作）ための装置である。周囲からの微生物の混入を避けるため、作業を行う机の上のようなスペースの周囲に壁と天井を設けた、箱のような構造をしており、濾過（精密濾過）した空気を作業スペースに吹き付けることで無埃、無菌の状態に保つものである。

## 概説
微生物を扱う研究や実験、あるいは組織培養などに関する作業では、無菌操作が重要であり、そのための滅菌状態を作り、保つための装置などがいろいろに考案されている。その中で、作業のためのスペースを無菌にする装置の一つがクリーンベンチである。机の形の台に手前側が空いた形の囲いと屋根がついており、内側の天井ないし前方の壁から、フィルターを通して無菌化された風を送るようになっている。なお、正式な日本語名は無菌実験台であるが、通称でも商品名でもクリーンベンチが通用している。
同様に無菌の操作のための空間を確保する器材として、クリーンベンチより規模の大きいものに無菌室があるが、これは建設の段階で作らねばならない上に高額であるのに対し、クリーンベンチならば普通の部屋にも持ち込める。より小さいものに無菌箱があるが、こちらは単なる箱を殺菌して使用するもので、操作の範囲は限られる。なお、無菌室においてもその中で無菌操作を行うのにはクリーンベンチを使う。

## 清浄度の確保
クリーンベンチは、主として無菌の空気を送り付けることで無菌的環境を提供するとともに、外部からの汚染を防ぐ役割を持つ。この空気を供給するのがHEPAフィルター（High efficiency particulate airfilter）で、0.3マイクロメートルの粒子を99.97パーセント以上という集塵率で濾過する能力がある。前段階のフィルターを通った空気がこれを通ることで高度に無菌な風が得られる。
空気の清浄度についてはアメリカ合衆国の規格に基づき、クラス100（1立方フィート当たり0.5マイクロメートル以上の粒子数が100未満）を標準にしている。フィルターには定期的な取り替えが必要で、普通の部屋では3年から4年は使用可能とのこと。無菌室内の場合、半永久的に使える。

## 構造
構造の基本は机とそれをカバーする前面と屋根、それに左右の壁である。その向こう側にフィルターと空気の吹き出しがある。上半身を突っ込める程度の大きさがあるが、余り首を突っ込むのはお勧めできない。普通は手だけを突っ込んで操作を行う。正面は開いているものと、シャッターが下ろせるものとがある。シャッターがある場合は、手を入れて操作できる程度まで降ろして操作を行う。
空気の吹き出し方は大きく二通りがある。一つは水平送風で、正面の壁から手前に向かって吹き付ける。もう一つは垂直送風で、天井面から下に向けて吹きおろす。前者では腕や器物の周囲に渦を生じて外部の空気が流れ込む可能性がある。
それ以上の構造にはさまざまなレベルがある。
1. 最も簡便なものは、単に清浄な空気を吹き付けるだけのものである。無害な微生物やごく一般的な無菌操作にはこれで十分対応できる。
2. 清浄な空気を吹き付け、内部で発生したガスを排気する機能のついたもの。
3. さらに、正面上側からも空気を吹き付け、これを下で吸い込むことで内部を遮断する。
4. 吸い込んだ空気を吹き出す部分にもHEPAフィルターを持ち、内部から出た微生物を外に出さない（安全キャビネット）。

基本的なそれでは、内部を陽圧として外気を押し出すことで無菌を保つのに対して、上級の機種では、内部を陰圧として内部の気体を外に出さず、外気の流入は入り口上部からの送風で封じる。このような上級の装置は、実験台の上を無菌にするだけでなく、そこで扱われるものが外部に出ることで生じる危険を防ぐためのものである。例えばヒトに感染性のある病原体を扱う場合には、培養のための無菌操作の必要性と共に、操作者にそれが触れないようにすること、及びそれが外に出ないようにする必要がある。このような場合、作業者に向けて風が当たるタイプの単純なクリーンベンチを使うことは、却って汚染（バイオハザード）や感染の危険があるため、安全キャビネットを使用する必要がある。このように、どのようなものを扱うかによって、必要な装置を検討しなければならない。
なお、逆に簡易版として、フィルターの組み込まれた屋根と囲いだけの部分からなる構造のものもある。これは既製の机の上に置いて使用する。

## 付属する機器
天井や壁が不透明なので、照明装置は必要である。内部の滅菌用に殺菌灯を別につけていることも多い。
また、操作の際に火炎滅菌をすることが多いから、ガスバーナーも装備されることが多く、たいてい種火と点火用のフットスイッチのあるものがつく。しかし、火災やガス漏れの危険性があり、火炎によってベンチ内の気流が乱れてかえってコンタミの原因となりうることから、近年はガスバーナーを使わない方針をとる研究室が増えている。
他に蛇口や流しを備えるものもある。
その他、下記のような様々な用途に応じた付属機器も数多い。

## 操作上の注意

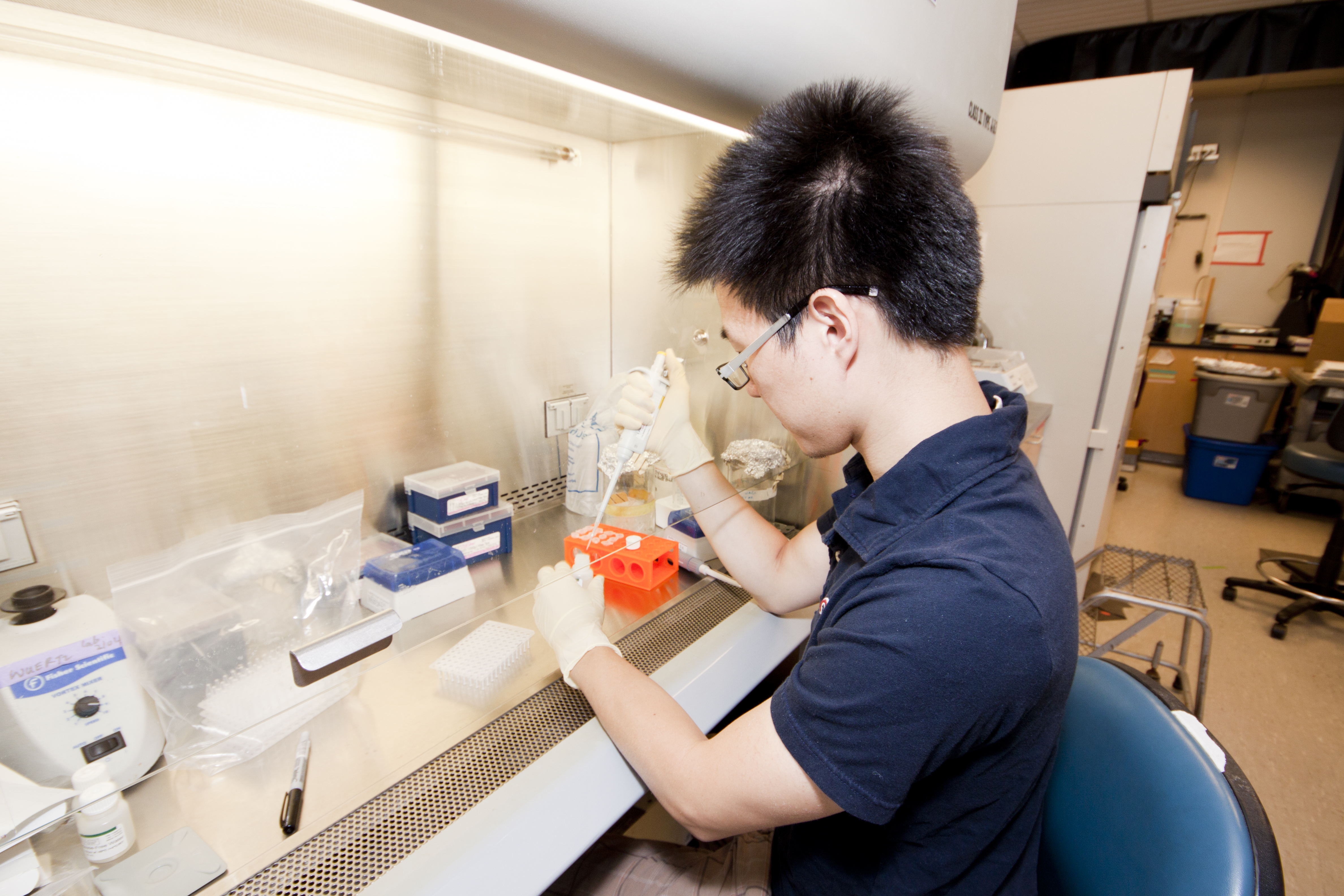
腕だけを入れて作業する様子

クリーンベンチを使えば、無菌操作は非常に楽になるが、これはクリーンベンチを使うことで無菌操作が保証されるということではないことに注意すべきである。実際、外から持ち込んだ器具はすべて、一旦は滅菌されていても外気に触れたとたんにその状態はなくなるものと考えなければならない。乾熱滅菌した器具は無菌であっても、器具を包んでいる包装の表面は外気に触れた時点で無菌ではなくなっているため、クリーンベンチ内でもそれらを置いた回りは無菌ではない可能性があるし、人体や衣服を完全に無菌化するのは難しい。様々な器具を扱う際には無菌操作の手順や心得があるが、それらはクリーンベンチ内でも忘れてはならない。また、空気の流れによって無菌が作られているので、操作の際には風の流れを乱さないようにすることにも配慮が必要である。
しかし、少なくとも手元より奥のスペースにおいては、上からのコンタミネーションはないのが保証されているので、たとえば寒天培地の平板を作った場合、そのままでは表面に遊離水が出るので、このスペースで蓋を開いて置き、表面を乾燥させるのには便利である。
なお、クリーンベンチは無菌状態を保つものであり、作り出すわけではないことにも注意が必要である。稼働を始める前にはまず消毒する必要があるし、ものを持ち込む事にも注意が必要である。クリーンベンチ内に虫が住み着いていたなどという論外な話もある。

## 利用の範囲
クリーンベンチは無菌操作のために開発されたものであるが、微生物学以外にも組織培養などが医療分野で広く使われるようになっており、またメリクロンなどの組織培養が農業分野で実用化されていることなどから、その利用範囲は非常に広くなっている。
また、生物関係以外では無菌である事よりも無埃であることに注目し、小規模なクリーンルームとして半導体関連や液晶、電子部品、精密機器、化学・医薬品など様々な分野で高度な清浄度が必要とされる製造や検査、試験、研究工程で広く使われている。
従来のクリーンルームの場合、室内にある最も要求の高い装置・工程に清浄度を合わせるため、大規模な初期投資とランニングコストがかかるが、クリーンベンチのような局所クリーンは必要な空間だけクリーン化できるのでコスト負担が少なく、清浄度・温度・湿度管理など柔軟な対応が可能というメリットがある。